# Manzanedo (Burgos)
Manzanedo es una localidad y una entidad local menor situada en la provincia de Burgos, comunidad autónoma de Castilla y León (España), comarca de Las Merindades, partido judicial de Villarcayo, capital del ayuntamiento de Valle de Manzanedo.

## Geografía

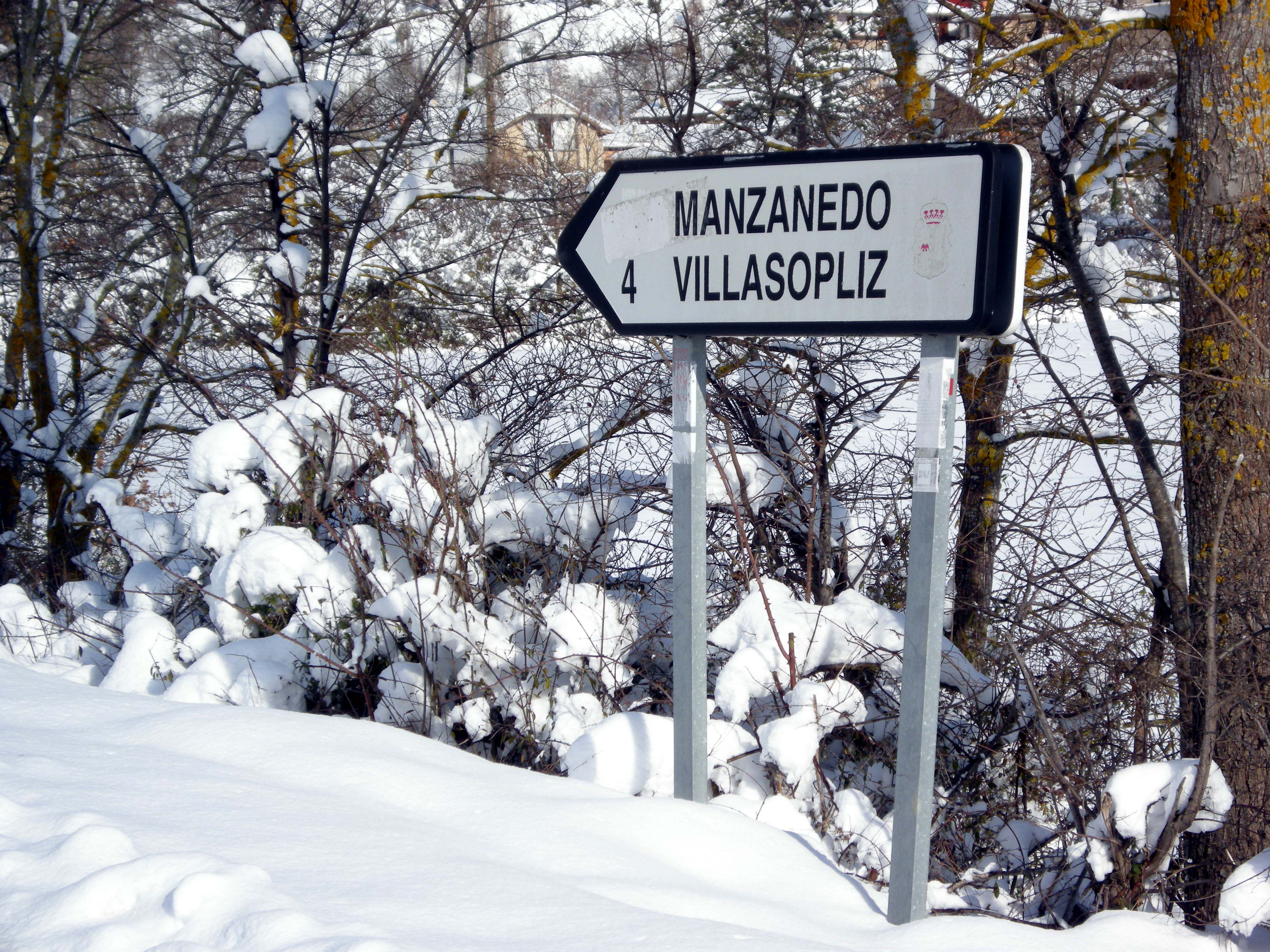
Manzanedo

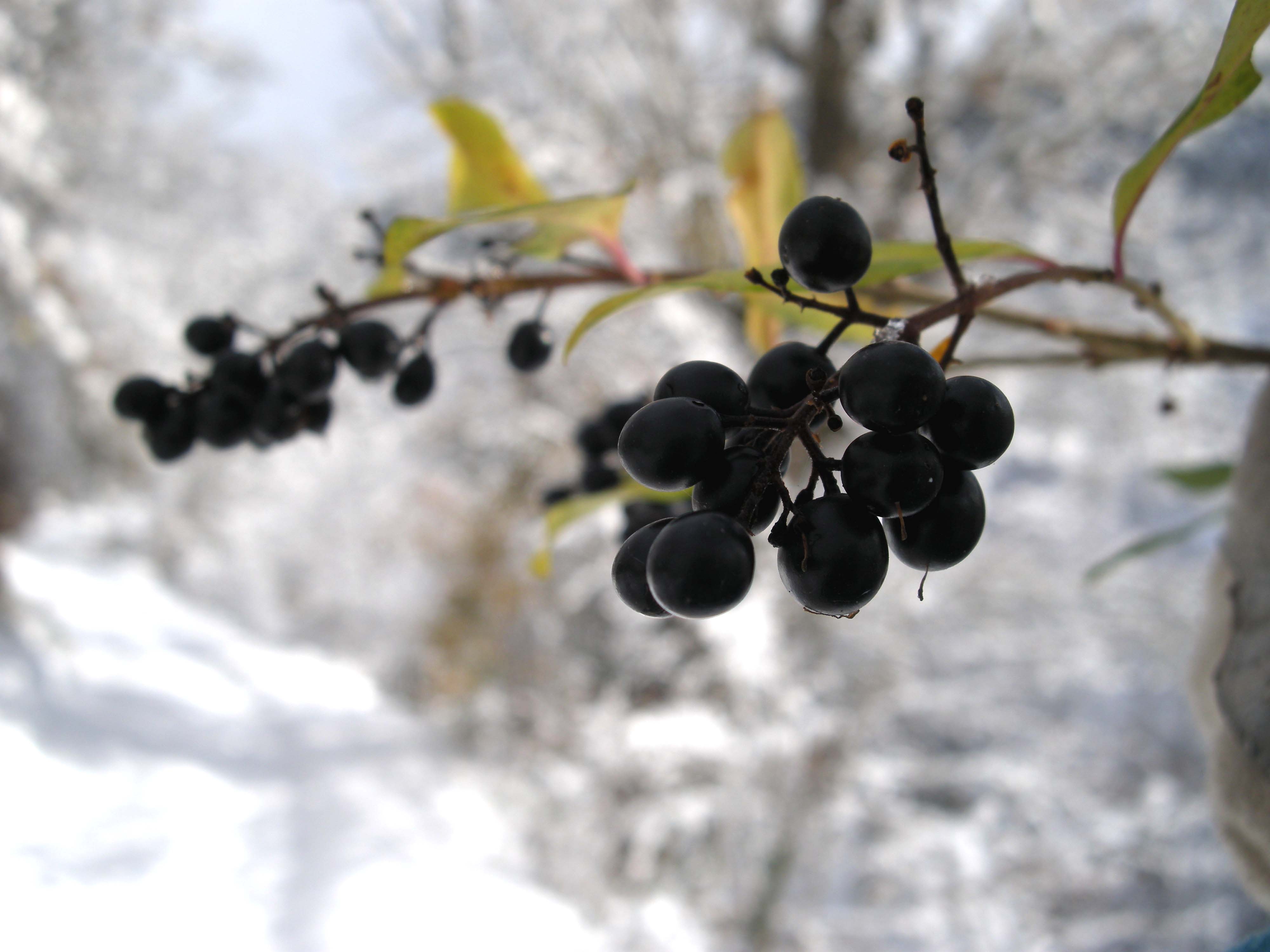
Manzanedo

En el valle de Manzanedo, bañado por los ríos Ebro y Trifón; a 22 km de Villarcayo, cabeza de partido, y a 75 de Burgos. Autobús Burgos-Espinosa, en Incinillas, a 9 km.

## Situación administrativa
En las elecciones locales de 2007 correspondientes a esta entidad local menor concurrieron dos candidaturas: José Fernando García Sáiz (PSOE) y Ángel Varona Rojo (PP).

## Demografía
En el censo de 1950 contaba con 230 habitantes, reducidos a 39 en 2007.

## Historia
Son escasas las menciones a este lugar, que con el tiempo dio nombre a todo un valle, en la documentación medieval. El espacio geográfico, a orillas del Ebro, en el que se encuentra perteneció durante la Alta Edad Media al alfoz de Arreba. Ya desde el siglo XIII aparece en algunos documentos del monasterio de Rioseco como Mançaneda, Maçaneda o Mançanedo. En el siglo XIV, el lugar de Mançaneda era uno de los 371 lugares que integraban la Merindad de Castilla Vieja. El libro Becerro de las Behetrías aporta algunos datos sobre este lugar que era solariego de Don Nuño y de Don Pedro Fernández de Velasco. Posteriormente, se integró en el partido de valle de Manzanedo, uno de los cuatro en que se dividía la Merindad de Valdivielso perteneciente al Corregimiento de las Merindades de Castilla la Vieja. jurisdicción de realengo con regidor pedáneo.
A la caída del Antiguo Régimen queda agregado al ayuntamiento constitucional de Valle de Manzanedo, en el partido de Villarcayo en la región de Castilla la Vieja.
Así se describe a Manzanedo en el tomo XI del Diccionario geográfico-estadístico-histórico de España y sus posesiones de Ultramar, obra impulsada por Pascual Madoz a mediados del siglo XIX:

Lugar en la provincia, diócesis, audiencia territorial y capitanía general de Burgos (12 ½ leguas), partido judicial de Villarcayo (2 ½) y ayuntamiento del valle de Manzanedo; Situado en un llano, a 400 pasos del río Ebro que cruza por la parte meridional; su clima es frío, reinan los vientos O y S, y las enfermedades más comunes son las catarrales y pulmonías. Tiene 43 casas, una escuela de primera educación concurrida por 18 niños y dotada con 14 fanegas de trigo que pagan los padres de aquellos, una fuente de buenas aguas dentro de la población, una iglesia parroquial (San Esteban) servida por un cura párroco y un sacristán, cuyo curato lo provee el ordinario en hijos patrimoniales, un cementerio aislado y fuera del pueblo, y finalmente en el interior de este una ermita bajo la advocación de San Ginés. Confina el término N Arges; E Manzanedillo; S Cidad de Ebro, y O Cueva. El terreno es de mediana calidad y de poco fondo, bañándole el expresado río Ebro; hay varios prados naturales que crían buena yerba, y algunos montes poblados de encinas y carrascas. Caminos: los que dirigen a los pueblos limítrofes. Correos: la correspondencia se recibe en Villarcayo por los mismos interesados. Producciones: trigo, cebada, patatas, legumbres y maíz; ganado de toda clase aunque poco, caza de liebres, perdices y codornices; y pesca de truchas, anguilas, barbos y otros peces. Industria: la agrícola. Población: 27 vecinos, 101 almas. Capital productivo: 341.320 reales. Imponible: 31.557.
Diccionario geográfico-estadístico-histórico de España y sus posesiones de Ultramar

## Patrimonio
- Iglesia de la Asunción de Nuestra Señora: Este templo mantiene en lo fundamental las líneas románicas que lo conformaron a mediados del siglo XII, conservándose de esta época importantes áreas como el ábside, espadaña, portada y muro sur. En 2005 fue incluida en el Plan de Intervención Románico Norte de la Junta de Castilla y León.

## Parroquia

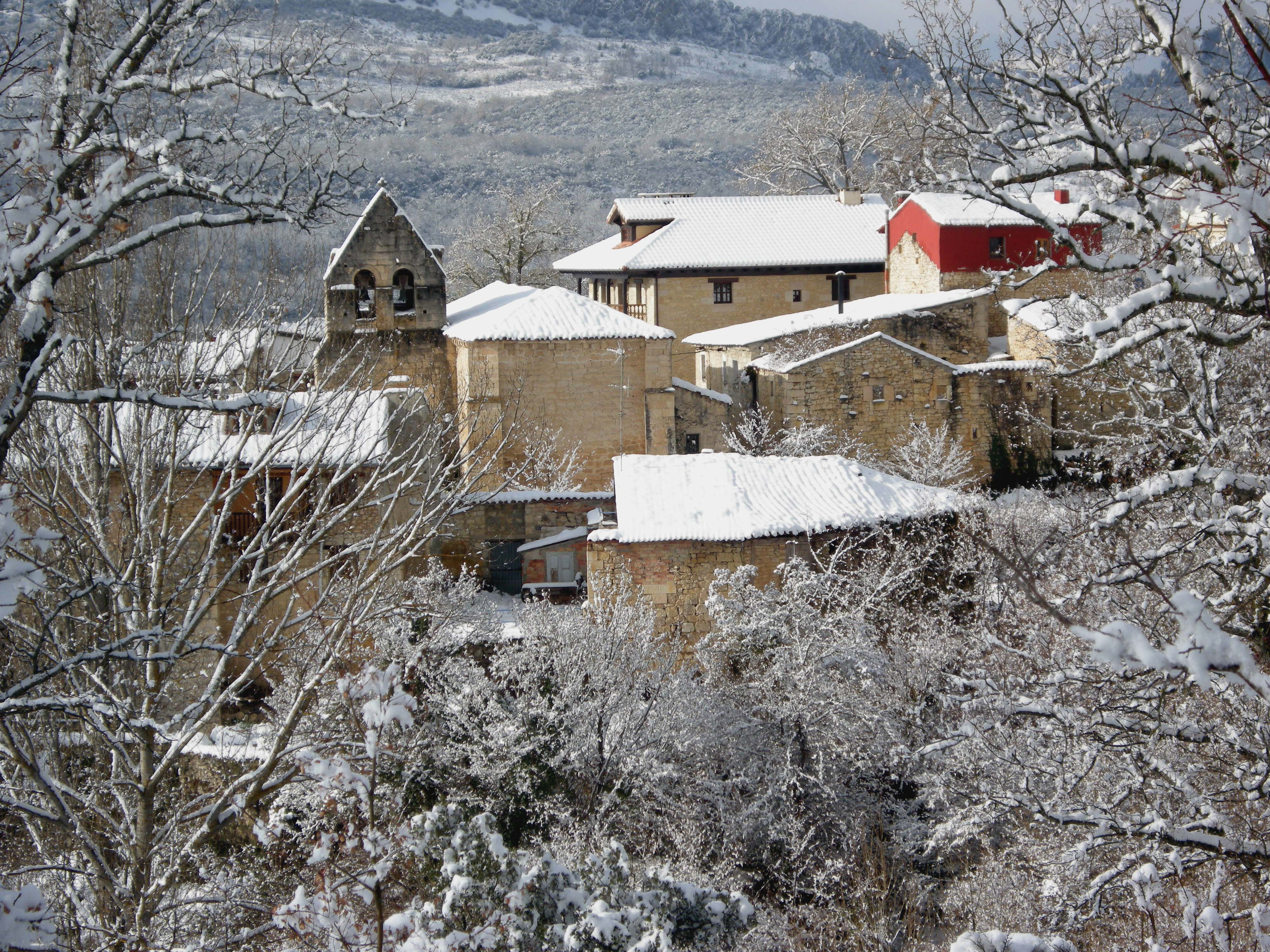
Manzanedo

Iglesia parroquial católica en el Arcipestrazgo de Merindades de Castilla la Vieja, diócesis de Burgos Dependen las siguientes diecinueve localidades :
- Argés
- Cidad de Ebro
- Consortes
- Cueva de Manzanedo
- La Hoz de Arreba
- Incinillas
- Landraves
- Manzanedillo
- Mudóval
- Peñalba de Manzanedo
- Pradilla de Hoz de Arreba
- Quintana del Rojo
- Remolino
- Riosequillo
- San Martín del Rojo
- San Miguel de Cornezuelo
- Vallejo de Arreba
- Villalaín
- Villasopliz